# S'more

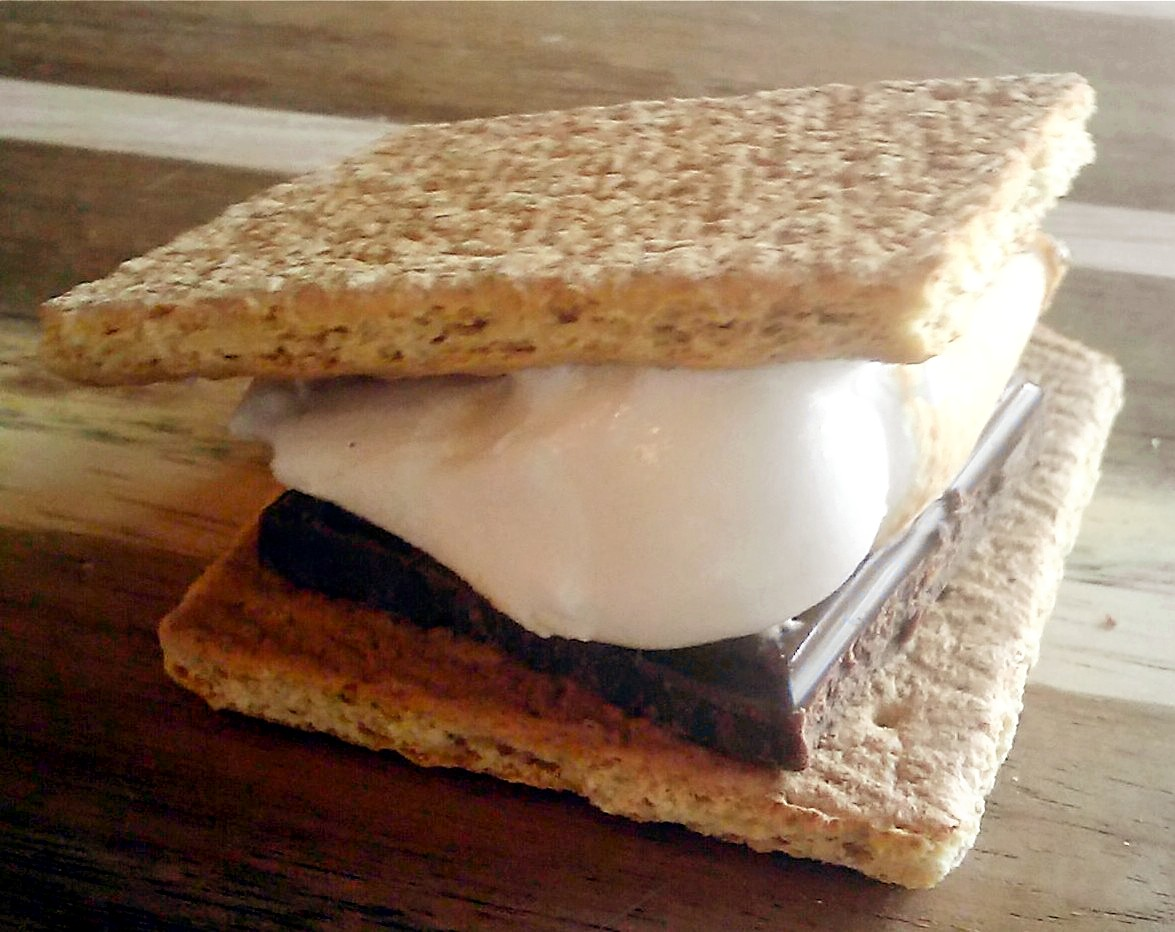
Altro s'more

Lo s'more (o smore), dolce tradizionale di Stati Uniti d'America e Canada, consiste in un marshmallow riscaldato posto fra due biscotti di farina integrale di grano insieme ad uno o due strati di cioccolato.

## Etimologia e origini
Il termine s'more deriva dalla contrazione dell'inglese "Some more" (un po' di più), contrazione dovuta probabilmente alla pronuncia della frase con la bocca piena (di s'mores). L'origine del dolce non è chiara, ma la prima testimonianza scritta dell'esistenza di questo dolce è contenuta nel libro scout del 1927 Tramping and Trailing with the Girl Scouts. La ricetta viene attribuita a Loretta Scott Crew, che afferma averne creato uno per la prima volta davanti al fuoco del campeggio per i suoi compagni scout. Non è chiaro quale sia il luogo dove uno s'more fu preparato per la prima volta, ma quel che è certo è che non vi sono prove che questo snack sia stato preparato prima di quella data. Sebbene si ignori quando il nome fu abbreviato da some more a s'more, ricette di Some more sono individuabili in varie pubblicazioni scout fino al 1971.

## Preparazione
Nonostante si possa facilmente preparare con il microonde, lo s'more è tradizionalmente associato al campeggio. Parte del fascino del dolce sta nella sua semplice preparazione. Il marshmallow, infilzato in un bastoncino, viene tenuto sul fuoco ad arrostire in modo tale che il suo interno diventi soffice e liquido. Il marshmallow viene poi tolto dallo stecchino con due biscotti (i cosiddetti graham crackers, simili ai digestive), su uno dei quali è posto un pezzo di cioccolata (di solito cioccolato della Hershey Company, una compagnia statunitense produttrice di cioccolato) che col calore del marshmallow si ammorbidisce. In alternativa alcuni preferiscono arrostire l'intero s'more, per assicurarsi che tutti i componenti si scaldino e ammorbidiscano a sufficienza, o semplicemente riscaldano i biscotti. A volte viene aggiunto del burro di arachidi.

## Variazioni

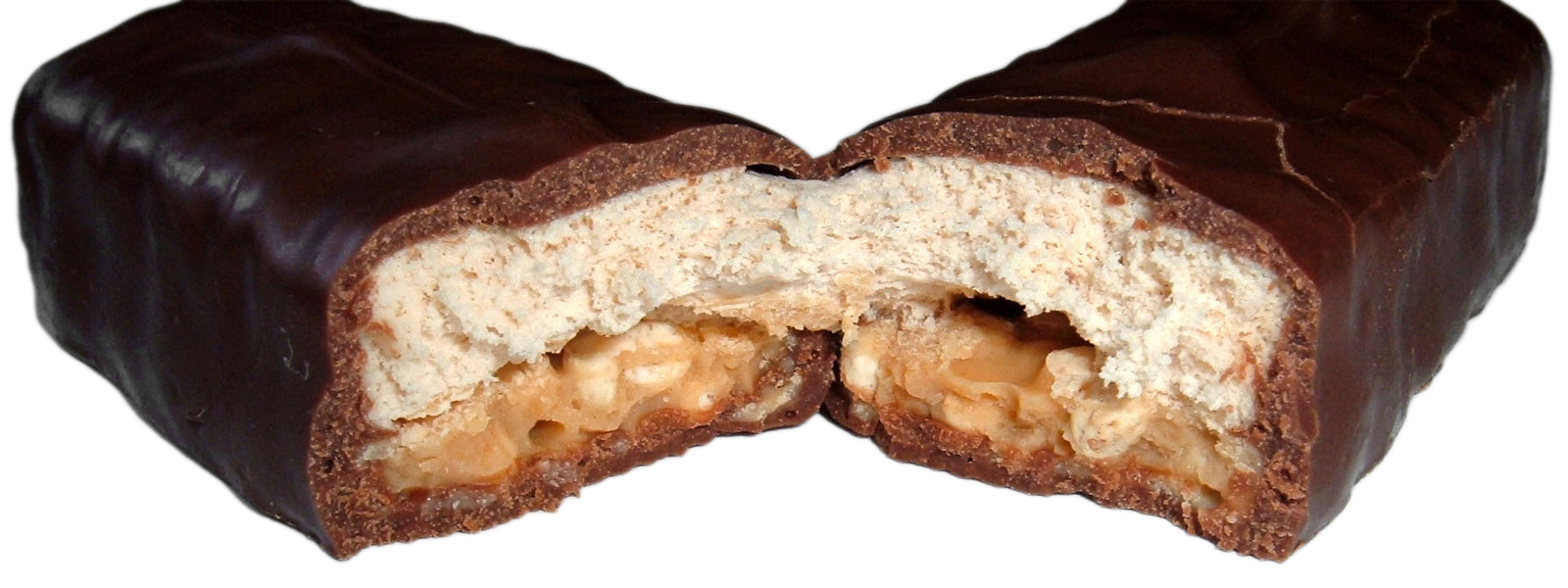
Interno di un Hershey's S'mores

Il successo degli s'more ha ispirato la creazione di dolci confezionati dal sapore simile ma che non per forza devono essere riscaldati, come gli Hershey's S'mores, o un tipo di Pop-Tart.

## Riferimenti
Nel film The Menu lo s'more è citato in quanto viene servito come portata finale e viene presentato in modo allegorico a chiusura del film.